# Ostiglia Football Club
L'Ostiglia Football Club, noto semplicemente come Ostiglia, è stata una società calcistica italiana con sede nella città di Ostiglia, in provincia di Mantova.

## Storia
La prima Ostiglia Football Club venne fondata nel 1908 ed ebbe negli anni venti il periodo più roseo della propria storia visto che disputò due campionati consecutivi di Seconda Divisione (allora il secondo livello del calcio italiano) prima di sparire nel nulla.

La seconda Ostiglia negli anni sessanta il club bianco-celeste riuscì a disputare tre tornei di Serie D prima di tornare nei campionati di carattere regionale e sparire nel fallimento.

La terza Ostiglia è una squadra dilettantistica contemporanea dei campionati provinciali.

## Colori
I colori dell'Ostiglia sono il bianco e il celeste. La prima maglia è a strisce verticali bianco-celesti con pantaloncini bianchi. La seconda maglia è quasi interamente azzurra con risvolti bianchi.

## Palmarès

### Competizioni regionali
- Prima Categoria: 1

1962-1963 (girone C)